# Traverse USA
Traverse USA (également connu sous le nom MotoRace USA, Zippy Race (ジッピーレース, Jippī Rēsu) au Japon et Mototour en Espagne) est un jeu d'arcade de course de moto publié par Irem en 1983,. 

## Système de jeu
Le personnage principal du jeu est un pilote qui doit voyager en moto de Los Angeles à New York tout en évitant de nombreuses voitures. 
Chaque niveau comporte deux parties : 
- La première partie utilise une caméra en vue de dessus. Les voitures dépassées augmentent le rang du joueur de 1 par voiture. Le rang est indiqué dans le coin inférieur droit de l'écran de jeu ;
- La deuxième partie utilise une vue de type caméra à l'épaule. Le joueur doit essayer de ne pas heurter les voitures qui arrivent dans un sens opposées alors qu'un arrière-plan relatif à la ville vers laquelle il se rend est affiché (si le joueur atteint Las Vegas, des casinos sont visibles). Les voitures passées n'augmentent pas le rang du joueur.

Il existe cinq étapes que le joueur traverse avant d'atteindre la destination finale (New York). Une fois la ville atteinte, le joueur recommence à l'étape 1. Ces étapes alternent entre des phases situées sur un tarmac pour les étapes 1, 3 et 5 et sur des routes en terre pour les étapes 2 et 4. Sur le tarmac, il est possible de récupérer du carburant bonus en passant sur les icônes représentant des jerrycans d'essence. Il y a aussi une section « wheelie » (roue avant en français) qui une fois activée, positionne la moto en position de roue avant et fait gagner des points bonus. Sur les routes de terre, l'essence et les points peuvent être gagnés en passant sur les icônes associés qui sont affichés sur la route. Plusieurs ponts en rondins de bois qui permettent de traverser l’eau sont également accessibles. Sur certains ponts, une section de « jump » (saut en français) est disponible et permet au joueur de sauter tout en remportant des points bonus. Sur toutes les étapes, il y a des flaques d'eau qui, si elles sont traversées, bloquent le volant de la moto pendant quelques secondes et provoquent un son de crissement de pneu. 
Si vous entrez en collision avec une voiture, une bordure de route, la végétation, un rocher ou si vous manquez un pont, la moto s’arrête et redémarre en utilisant une partie de l'essence du joueur. Si le joueur n'a plus d'essence, la moto ne peut plus redémarrer et c'est la fin de la partie. Dans la version arcade, le joueur peut continuer en insérant plus de pièces ou jetons (si nécessaire) et en appuyant sur START. Une chute peut également avoir pour conséquence (surtout dans les niveaux ultérieurs) d’être dépassé par des voitures, ce qui diminue le rang du joueur. 
Lorsque le joueur atteint une ville, le rang atteint est converti en points bonus qui sont ajoutés au score et par un supplément de carburant ajouté au total du joueur. Plus la position du joueur est élevée, plus le nombre de points et la quantité d'essence obtenus sont élevés. 
Lorsque le joueur arrive à New York, un panneau indiquant "Viva NY" apparaît alors que la statue de la Liberté agite sa main et que l'hymne américain, The Star-Spangled Banner, est joué. Après cette cinématique, la partie reprend avec le même score mais avec une difficulté supérieure et une moto plus puissante (avec une vitesse de pointe plus rapide). 

## Voir également
- Racing Damashii, jeu de course de motos développé par Irem pour la Game Boy, sorti en 1991 exclusivement au Japon.